# Висарион Хилендарски
Висарион Хилендарски е български духовник и книжовник от XV – XVI век.

## Биография
Висарион е роден във втората половина на XV век. Ученик е на митрополит Теоктист Сучавски. Работи първоначално в Зографския, а по-късно в Хилендарския манастир на Света гора. Съдейки по ръкописите му е професионален книгописец, специализирал в скромно оформени книги за четене, преимуществено библейски и богословски текстове с тълкования. Висарион владее достатъчно свободно и обичайния за времето ресавски правопис и вече рядко употребявания търновски и може да преминава от единия на другия с лекота. Умира след 1516 година.
Известни са 5 написани от него ръкописа:
- Книгата на Йов с тълкования (Букурещ. Библиотека на Академията на науките на Румъния. Слав. № 96), 1503 г., Зографски манастир, по поръчка на митрополит Георги Сучавски;
- Псалтир тълковен (Chil. 119. Л. 1 – PHБ. F. I. 614), 1511 г., Хилендарски манастир, за манастира;
- Апостол тълковен (Деяния и послания) с известие за превода на книгата по повеля на цар Йоан Александър (РНБ. F. I. 516), 1516 г., вероятно Хилендарски манастир, съвместно с монах Венедикт;
- „Песен на песните“ с тълкования и съчинения на Дионисий Ареопагит с тълкования на Максим Изповедник и послеслов на старец Исай за превода на книгата на славянски език в 1371 г. (Vindob. Slav. N 14), края на XV (?) – началото на XVI в., вероятно Зограф. Атрибутиран на базата на почерка.;
- Сборник на антилатински полемически съчинения в конволюта (МСПЦ. № 140 (Крушедол. Ђ V3). Л. 77-181), I половина на XVI в. Атрибутиран на базата на почерка.[1]